# Сергеев, Александр Николаевич (инженер)
Александр Николаевич Сергеев — советский хозяйственный, государственный и политический деятель, генерал-майор инженерно-технической службы.

## Биография
Родился в 1901 году в селе Орелье. Член КПСС.
С 1921 года — на хозяйственной, общественной и политической работе. В 1921—1956 гг. — красноармеец, на инженерных должностях в Рабоче-Крестьянской Красной Армии, заместитель Наркома вооружения СССР, заместитель министра оборонной промышленности СССР.
За работы в области вооружения в составе коллектива был удостоен Сталинской премии за выдающиеся изобретения и коренные усовершенствования методов производственной работы 2-й степени 1950 года.
Умер в Москве в 1958 году. Похоронен на Новодевичьем кладбище.